# ヌーリア・メラー＝ベニダ
ヌーリア・メラー＝ベニダ（نورية مراح بنيدة, Nouria Merah-Benida, 1970年10月19日 - ）はアルジェリアの陸上競技選手。専門は中距離走、シドニーオリンピック女子1500m金メダリスト。
1999年9月にヨハネスブルグで開催されたアフリカ競技大会は800m・1500mで銀メダルを獲得した。2000年8月18日にモナコで行なわれたヘラクレス1500mで3位となり、自己ベストとなる3分59秒12をマークした。同年のシドニーオリンピックにアルジェリア代表として出場、9月30日の1500m決勝はラストのホームストレートで差を広げ、最後に迫ってきたビオレッタ・セケリーとガブリエラ・サボーを退けて優勝した。優勝候補のセケリー、サボーを抑えての勝利は驚きを持って受け止められた。
世界選手権は1997年アテネ・1999年セビリア・2001年エドモントンに出場した。2002年の3月に女児を出産。2006年8月にモーリシャス・バンブースで開かれたアフリカ選手権1500mで優勝した。

## 主な成績
| 年   | 大会             | 場所           | 種目  | 順位       | 記録      |
| ---- | ---------------- | -------------- | ----- | ---------- | --------- |
| 1996 | オリンピック     | アトランタ     | 800m  | 予選23位   | 2分02秒44 |
| 1997 | 地中海競技大会   | バーリ         | 1500m | 優勝       | 4分11秒27 |
| 1997 | 世界選手権       | アテネ         | 800m  | 準決勝11位 | 2分01秒08 |
| 1997 | 世界選手権       | アテネ         | 1500m | 予選29着   | 4分12秒21 |
| 1999 | 世界室内選手権   | 前橋           | 800m  | 準決勝10位 | 2分03秒10 |
| 1999 | 世界選手権       | セビリア       | 1500m | 予選19位   | 4分08秒90 |
| 1999 | アフリカ競技大会 | ヨハネスブルグ | 800m  | 2位        | 2分00秒83 |
| 1999 | アフリカ競技大会 | ヨハネスブルグ | 1500m | 2位        | 4分18秒69 |
| 2000 | アフリカ選手権   | アルジェ       | 800m  | 2位        | 1分59秒73 |
| 2000 | アフリカ選手権   | アルジェ       | 1500m | 優勝       | 4分16秒14 |
| 2000 | オリンピック     | シドニー       | 1500m | 優勝       | 4分05秒10 |
| 2001 | 世界選手権       | エドモントン   | 1500m | 準決勝DNS  |           |
| 2004 | オリンピック     | アテネ         | 1500m | 予選DNS    |           |
| 2006 | アフリカ選手権   | バンブース     | 800m  | 3位        | 2分02秒18 |
| 2006 | アフリカ選手権   | バンブース     | 1500m | 優勝       | 4分23秒26 |